# Beauchery-Saint-Martin
Beauchery-Saint-Martin est une commune française située dans le département de Seine-et-Marne en région Île-de-France.
Au dernier recensement de 2022, la commune comptait 374 habitants.

## Géographie

### Localisation
Beauchery-Saint-Martin est une commune localisée dans l'arrondissement et le canton de Provins en Seine-et-Marne.
La commune est située à environ 11,3 kilomètres au  nord-est de Provins.

### Géologie et relief
L'altitude de la commune varie de 138 mètres à 172 mètres pour le point le plus haut, le centre du bourg se situant à environ 156 mètres d'altitude (mairie). Elle est classée en zone de sismicité 1, correspondant à une sismicité très faible.

### Hydrographie

#### Réseau hydrographique

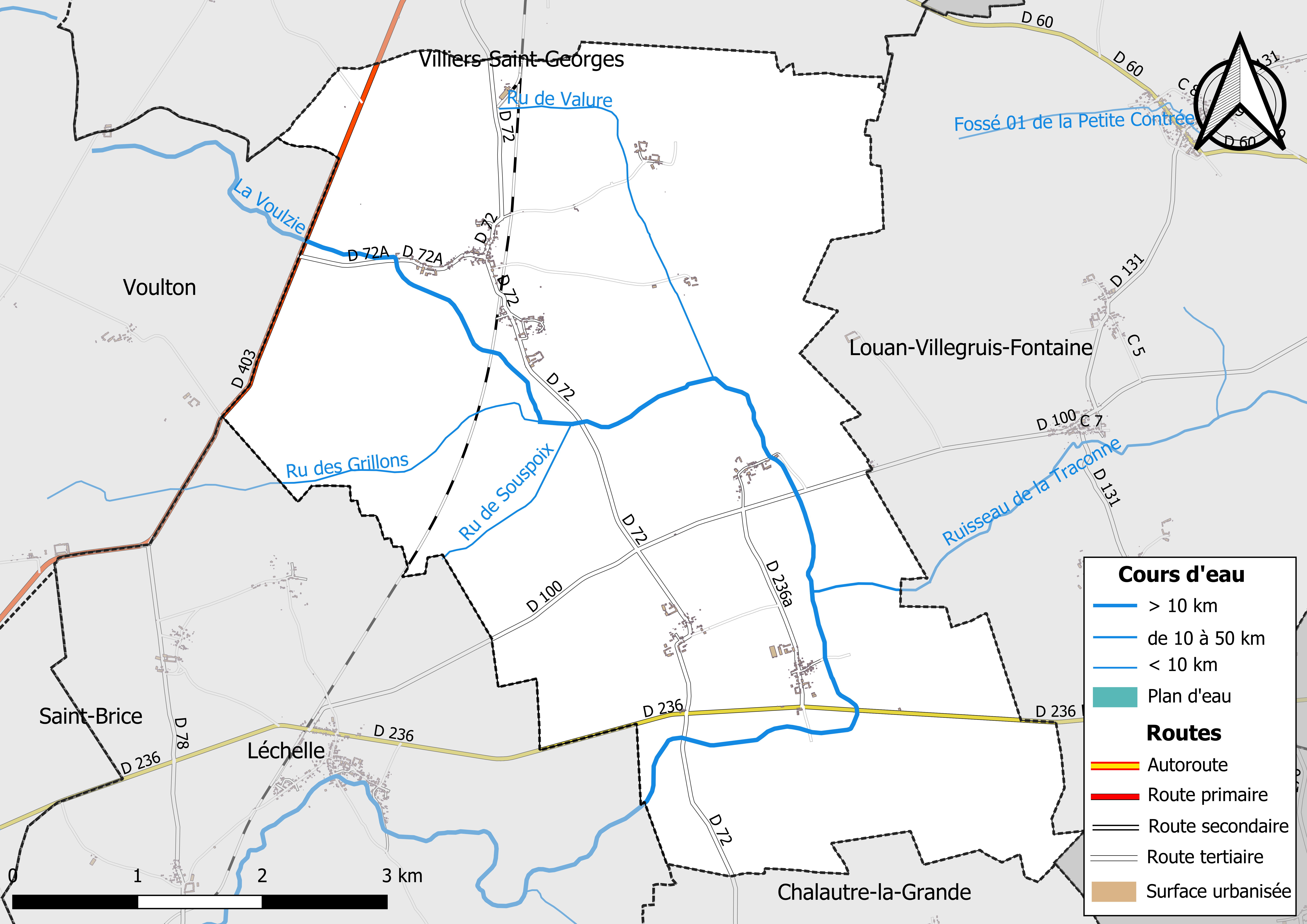
Carte des réseaux hydrographique et routier de Beauchery-Saint-Martin.

Le réseau hydrographique de la commune se compose de cinq cours d'eau référencés :
- la rivière Voulzie ou ru de janvry, longue de 43,86 km[4], affluent de la Seine en rive droite, ainsi que trois de ses affluents : 
  - le ru de Valure, 3,30 km[5] ;
  - le ru de Souspoix, 1,59 km[6] ;
  - le ru des Grillons, 4,39 km[7] et ;
  - le ruisseau de la Traconne, 9,89 km[8], qui conflue avec la Voulzie.

La longueur totale des cours d'eau sur la commune est de 17,63 km.

#### Gestion des cours d'eau
Afin d’atteindre le bon état des eaux imposé par la Directive-cadre sur l'eau du 23 octobre 2000, plusieurs outils de gestion intégrée s’articulent à différentes échelles : le SDAGE, à l’échelle du bassin hydrographique, et le SAGE, à l’échelle locale. Ce dernier fixe les objectifs généraux d’utilisation, de mise en valeur et de protection quantitative et qualitative des ressources en eau superficielle et souterraine. Le département de Seine-et-Marne est couvert par six SAGE, au sein du bassin Seine-Normandie.
La commune fait partie du SAGE « Bassée Voulzie », en cours d'élaboration en décembre 2020. Le territoire de ce SAGE concerne 144 communes dont 73 en Seine-et-Marne, 50 dans l'Aube, 15 dans la Marne et 6 dans l'Yonne, pour une superficie de 1 710 km2,. Le pilotage et l’animation du SAGE sont assurés par Syndicat Mixte Ouvert de l’eau potable, de l’assainissement collectif, de l’assainissement non collectif, des milieux aquatiques et de la démoustication (SDDEA), qualifié de « structure porteuse ». Cet organisme  intervient sur deux compétences gérées aux niveaux des bassins hydrographiques et global : la Gestion des milieux aquatiques et prévention des inondations (GeMAPI) et la démoustication.

### Climat
Pour des articles plus généraux, voir Climat de l'Île-de-France et Climat de Seine-et-Marne.
En 2010, le climat de la commune est de type climat océanique dégradé des plaines du Centre et du Nord, selon une étude du CNRS s'appuyant sur une série de données couvrant la période 1971-2000. En 2020, Météo-France publie une typologie des climats de la France métropolitaine dans laquelle la commune est exposée à un climat océanique altéré et est dans la région climatique Nord-est du bassin Parisien, caractérisée par un ensoleillement médiocre, une pluviométrie moyenne régulièrement répartie au cours de l’année et un hiver froid (3 °C).
Pour la période 1971-2000, la température annuelle moyenne est de 10,4 °C, avec une amplitude thermique annuelle de 15,6 °C. Le cumul annuel moyen de précipitations est de 735 mm, avec 11,5 jours de précipitations en janvier et 7,9 jours en juillet. Pour la période 1991-2020, la température moyenne annuelle observée sur la station météorologique la plus proche, située sur la commune de Voulton à 5 km à vol d'oiseau, est de 11,3 °C et le cumul annuel moyen de précipitations est de 740,8 mm,. Pour l'avenir, les paramètres climatiques de la commune estimés pour 2050 selon différents scénarios d'émission de gaz à effet de serre sont consultables sur un site dédié publié par Météo-France en novembre 2022.
| Mois                                  | jan.            | fév.          | mars          | avril         | mai             | juin          | jui.           | août          | sep.          | oct.            | nov.          | déc.           | année     |
| ------------------------------------- | --------------- | ------------- | ------------- | ------------- | --------------- | ------------- | -------------- | ------------- | ------------- | --------------- | ------------- | -------------- | --------- |
| Température minimale moyenne (°C)     | 1,2             | 1,3           | 3,3           | 5,4           | 8,7             | 11,7          | 13,7           | 13,6          | 10,7          | 8,1             | 4,4           | 2              | 7         |
| Température moyenne (°C)              | 3,6             | 4,3           | 7,5           | 10,5          | 14              | 17,2          | 19,6           | 19,6          | 16            | 11,9            | 7,1           | 4,3            | 11,3      |
| Température maximale moyenne (°C)     | 6               | 7,4           | 11,7          | 15,6          | 19,2            | 22,8          | 25,6           | 25,6          | 21,2          | 15,8            | 9,9           | 6,6            | 15,6      |
| Record de froid (°C) date du record   | −21 17.01.1985  | −13 04.02.12  | −9,5 01.03.05 | −4,9 08.04.03 | −0,7 05.05.1996 | 3 04.06.01    | 5,8 07.07.1996 | 5 29.08.1986  | 3 19.09.07    | −3,2 30.10.1997 | −11 30.11.10  | −15 31.12.1985 | −21 1985  |
| Record de chaleur (°C) date du record | 15,5 05.01.1999 | 20,4 27.02.19 | 26,3 31.03.21 | 28,6 20.04.18 | 31,6 27.05.17   | 36,3 27.06.11 | 41,9 25.07.19  | 40,1 12.08.03 | 34,4 09.09.23 | 28,5 03.10.1985 | 21,2 07.11.15 | 17,1 07.12.00  | 41,9 2019 |
| Précipitations (mm)                   | 64,2            | 56,6          | 55,9          | 51,7          | 65,4            | 56,6          | 58,8           | 55,1          | 57,4          | 69,7            | 66,8          | 82,6           | 740,8     |

### Milieux naturels et biodiversité
Aucun espace naturel présentant un intérêt patrimonial n'est recensé sur la commune dans l'inventaire national du patrimoine naturel,,.

## Urbanisme

### Typologie
Au 1er janvier 2024, Beauchery-Saint-Martin est catégorisée commune rurale à habitat dispersé, selon la nouvelle grille communale de densité à sept niveaux définie par l'Insee en 2022.
Elle est située hors unité urbaine. Par ailleurs la commune fait partie de l'aire d'attraction de Paris, dont elle est une commune de la couronne,. Cette aire regroupe 1 929 communes,.

### Lieux-dits et écarts
La commune compte 104 lieux-dits administratifs répertoriés consultables ici.

### Occupation des sols
L'occupation des sols de la commune, telle qu'elle ressort de la base de données européenne d’occupation biophysique des sols Corine Land Cover (CLC), est marquée par l'importance des territoires agricoles (98,3 % en 2018), une proportion identique à celle de 1990 (98,3 %). La répartition détaillée en 2018 est la suivante : 
terres arables (96,9% ), forêts (1,7% ), zones agricoles hétérogènes (1,4 %).
Parallèlement, L'Institut Paris Région, agence d'urbanisme de la région Île-de-France, a mis en place un inventaire numérique de l'occupation du sol de l'Île-de-France, dénommé le MOS (Mode d'occupation du sol), actualisé régulièrement depuis sa première édition en 1982. Réalisé à partir de photos aériennes, le Mos distingue les espaces naturels, agricoles et forestiers mais aussi les espaces urbains (habitat, infrastructures, équipements, activités économiques, etc.) selon une classification pouvant aller jusqu'à 81 postes, différente de celle de Corine Land Cover,,. L'Institut met également à disposition des outils permettant de visualiser par photo aérienne l'évolution de l'occupation des sols de la commune entre 1949 et 2018.

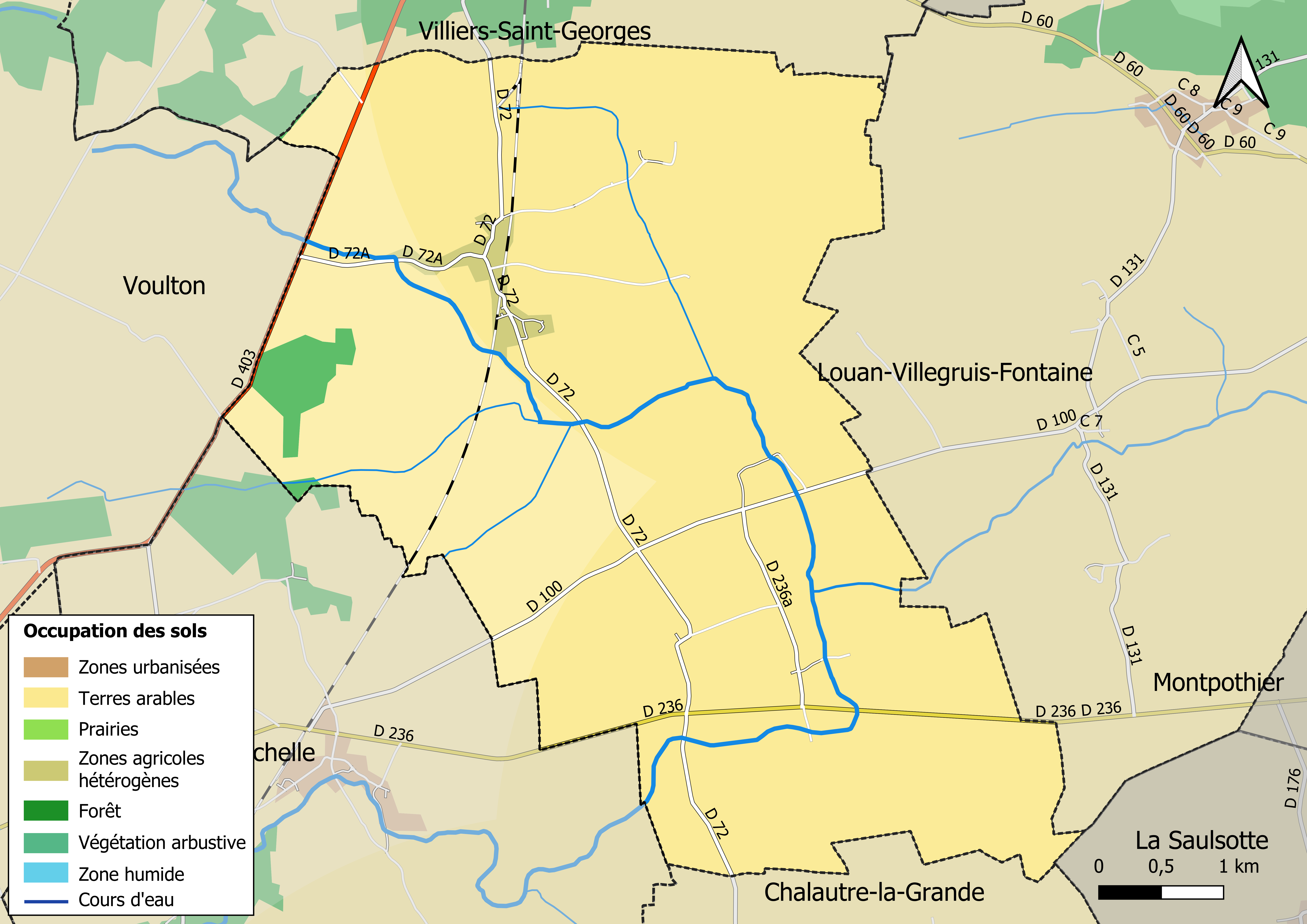
Carte des infrastructures et de l'occupation des sols en 2018 (CLC) de la commune.
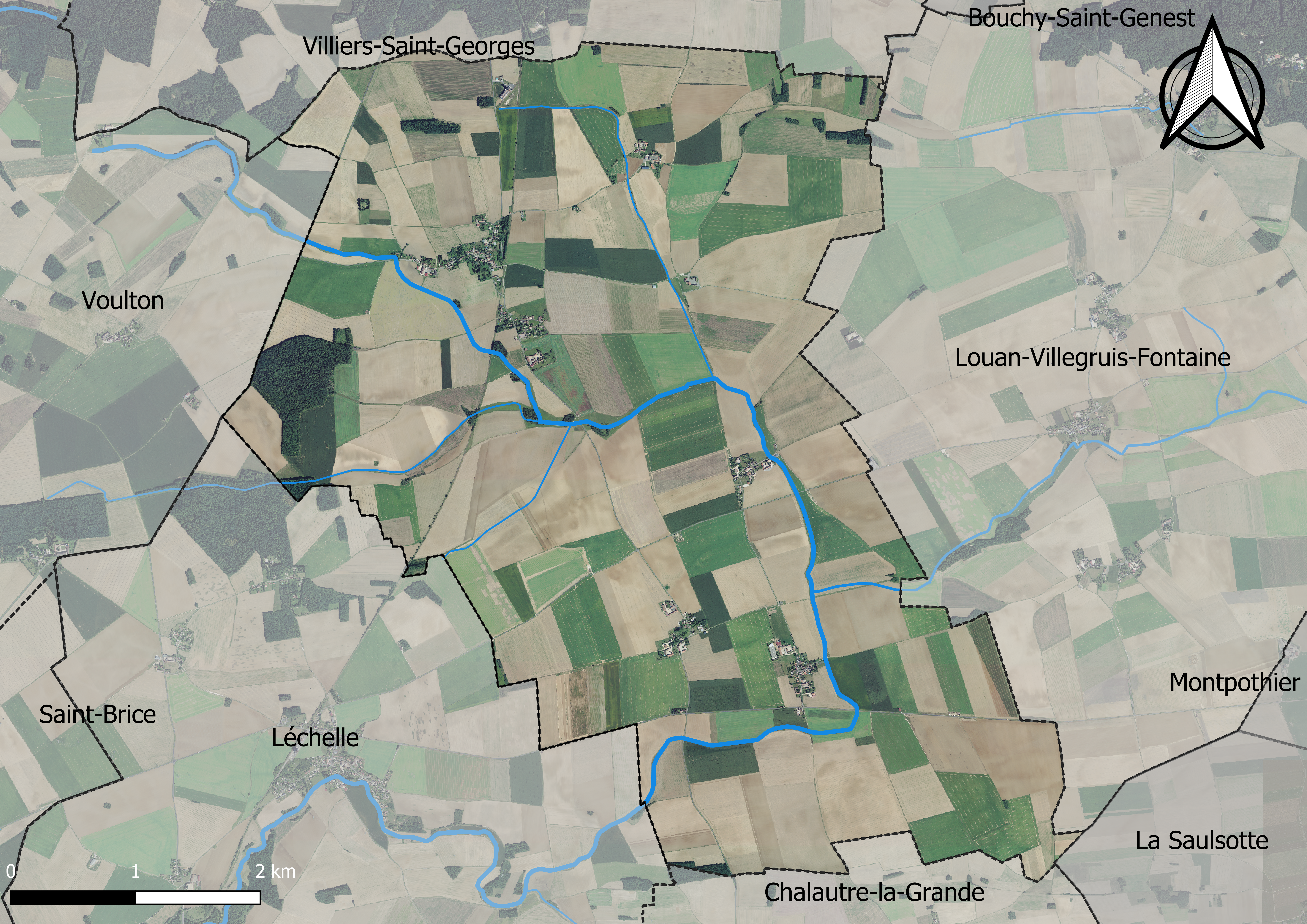
Carte orhophotogrammétrique de la commune.

### Planification
La loi SRU du 13 décembre 2000 a incité les communes à se regrouper au sein d’un établissement public, pour déterminer les partis d’aménagement de l’espace au sein d’un SCoT, un document d’orientation stratégique des politiques publiques à une grande échelle et à un horizon de 20 ans et s'imposant aux documents d'urbanisme locaux, les PLU (Plan local d'urbanisme). La commune est dans le territoire du SCOT Grand Provinois, dont le projet a été arrêté le 29 janvier 2020 et approuvé le 27 novembre 2012, porté par le Syndicat mixte d’études et de programmation (SMEP) du Grand Provinois, qui regroupe les Communautés de Communes du Provinois et de Bassée-Montois, soit 82 communes.
La commune, en 2019, avait engagé l'élaboration d'un plan local d'urbanisme.

### Logement
En 2016, le nombre total de logements dans la commune était de 178 dont 99,4 % de maisons.
Parmi ces logements, 81,4 % étaient des résidences principales, 6,9 % des résidences secondaires et 11,7 % des logements vacants.
La part des ménages fiscaux propriétaires de leur résidence principale s'élevait à 79,1 % contre 19,4 % de locataires et 1,4 % logés gratuitement.

## Toponymie
La commune a été mentionnée au XIIe siècle sous le nom de Bauchisi et au XIIIe siècle sous le nom de Saint-Martin.

## Histoire
Beauchery-Saint-Martin est une commune formée en 1972 par la réunion des communes de Beauchery et de Saint-Martin-Chennetron. L'église de Beauchery, en dépendance des doyens des collégiales de Saint-Quiriace et de Notre-Dame-du-Val de Provins, fut consacrée en 1504 par l'archevêque de Sens. Église de Saint-Martin en dépendance de l'évêque de Troyes.

## Politique et administration
| Période                                  | Période  | Identité       | Étiquette | Qualité     |
| ---------------------------------------- | -------- | -------------- | --------- | ----------- |
| Les données manquantes sont à compléter. |          |                |           |             |
| 1977                                     | 2008     | Henri Petitpas |           | Agriculteur |
| mars 2008                                | 2014     | François Dugué |           | Agriculteur |
| 2014                                     | En cours | Claire Crapart |           |             |

## Démographie
L'évolution du nombre d'habitants est connue à travers les recensements de la population effectués dans la commune depuis 1793. Pour les communes de moins de 10 000 habitants, une enquête de recensement portant sur toute la population est réalisée tous les cinq ans, les populations de référence des années intermédiaires étant quant à elles estimées par interpolation ou extrapolation. Pour la commune, le premier recensement exhaustif entrant dans le cadre du nouveau dispositif a été réalisé en 2007.

En 2022, la commune comptait 374 habitants, en évolution de −2,6 % par rapport à 2016 (Seine-et-Marne : +3,92 %, France hors Mayotte : +2,11 %).
| 1793 | 1800 | 1806 | 1821 | 1831 | 1836 | 1841 | 1846 | 1851 |
| ---- | ---- | ---- | ---- | ---- | ---- | ---- | ---- | ---- |
| 232  | 237  | 266  | 279  | 278  | 291  | 311  | 315  | 331  |

| 1856 | 1861 | 1866 | 1872 | 1876 | 1881 | 1886 | 1891 | 1896 |
| ---- | ---- | ---- | ---- | ---- | ---- | ---- | ---- | ---- |
| 325  | 350  | 342  | 349  | 349  | 352  | 331  | 310  | 329  |

| 1901 | 1906 | 1911 | 1921 | 1926 | 1931 | 1936 | 1946 | 1954 |
| ---- | ---- | ---- | ---- | ---- | ---- | ---- | ---- | ---- |
| 389  | 353  | 334  | 276  | 319  | 316  | 269  | 261  | 269  |

| 1962 | 1968 | 1975 | 1982 | 1990 | 1999 | 2006 | 2007 | 2012 |
| ---- | ---- | ---- | ---- | ---- | ---- | ---- | ---- | ---- |
| 220  | 197  | 288  | 305  | 355  | 363  | 390  | 394  | 412  |

| 2017 | 2022 | - | - | - | - | - | - | - |
| ---- | ---- | - | - | - | - | - | - | - |
| 368  | 374  | - | - | - | - | - | - | - |

## Économie

### Revenus de la population et fiscalité
En 2018, le nombre de ménages fiscaux de la commune était de 148, représentant 413 personnes et la  médiane du revenu disponible par unité de consommation  de 21 720 euros.

### Emploi
En 2018 , le nombre total d’emplois dans la zone était de 49, occupant 166 actifs  résidants.
Le taux d'activité de la population (actifs ayant un emploi) âgée de 15 à 64 ans s'élevait à 64,5 % contre un taux de chômage de 8,1 %.
Les 27,4 % d’inactifs se répartissent de la façon suivante : 9,5 % d’étudiants et stagiaires non rémunérés, 9,9 % de retraités ou préretraités et 8 % pour les autres inactifs.

### Secteurs d'activité
En 2018, la commune était classée en zone de revitalisation rurale (ZRR), un dispositif visant à aider le développement des territoires ruraux principalement à travers des mesures fiscales et sociales. Des mesures spécifiques en faveur du développement économique s'y appliquent également. Le classement des communes en ZRR était valable jusqu’au 31 décembre 2020,.

#### Entreprises et commerces
En 2019, le nombre d’unités légales et d’établissements (activités marchandes hors agriculture) par secteur d'activité était de 35 dont 1 dans l’industrie manufacturière, industries extractives et autres, 6 dans la construction, 8 dans le commerce de gros et de détail, transports, hébergement et restauration, 8 dans les activités immobilières, 9 dans les activités spécialisées, scientifiques et techniques et activités de services administratifs et de soutien, 1 dans l’administration publique, enseignement, santé humaine et action sociale et 2  étaient relatifs aux autres activités de services.
En 2020, 6 entreprises ont été créées sur le territoire de la commune, dont 3 individuelles.
Au 1er janvier 2021, la commune ne disposait pas d’hôtel et de terrain de camping.

#### Agriculture
Beauchery-Saint-Martin est dans la petite région agricole dénommée la « Brie champenoise » (ou Provinois), une partie de la Brie autour de Provins. En 2010, l'orientation technico-économique de l'agriculture sur la commune est diverses cultures (hors céréales et oléoprotéagineux, fleurs et fruits).
Si la productivité agricole de la Seine-et-Marne se situe dans le peloton de tête des départements français, le département enregistre un double phénomène de disparition des terres cultivables (près de 2 000 ha par an dans les années 1980, moins dans les années 2000) et de réduction d'environ 30 % du nombre d'agriculteurs dans les années 2010. Cette tendance se retrouve au niveau de la commune où le nombre d’exploitations est passé de 23 en 1988 à 16 en 2010. Parallèlement, la taille de ces exploitations augmente, passant de 118 ha en 1988 à 196 ha en 2010.
Le tableau ci-dessous présente les principales caractéristiques des exploitations agricoles de Beauchery-Saint-Martin, observées sur une période de 22 ans : 
|                                      | 1988  | 2000  | 2010  |
| ------------------------------------ | ----- | ----- | ----- |
| Dimension économique,                |       |       |       |
| Nombre d’exploitations (u)           | 23    | 19    | 16    |
| Travail (UTA)                        | 40    | 35    | 26    |
| Surface agricole utilisée (ha)       | 2 703 | 2 910 | 3 129 |
| Cultures                             |       |       |       |
| Terres labourables (ha)              | 2 692 | 2 899 | 3 119 |
| Céréales (ha)                        | 1 908 | 1 786 | 1 888 |
| dont blé tendre (ha)                 | 1293  | 1454  | 1262  |
| dont maïs-grain et maïs-semence (ha) | 506   | s     | 196   |
| Tournesol (ha)                       | 69    |       | s     |
| Colza et navette (ha)                | 125   | s     | 431   |
| Élevage                              |       |       |       |
| Cheptel (UGBTA)                      | 58    | 48    | 246   |

## Culture locale et patrimoine

### Lieux et monuments
- Église Saint-Pierre de Beauchery (XIIe siècle).
- Bonsac, Bonus Saccus, ancienne seigneurie dont l'église était une succursale de Villegruie. Elle fut érigée en cure en 1708 par l'évêque de Troyes, elle était au doyenné de Ponts et dédiée aux saints Crépin et Crépinien[47].

### Personnalités liées à la commune
- Rousselle Gérard (1927-2006), forgeron[réf. nécessaire].